# Mary Noailles Murfree
Pour les articles homonymes, voir Murfree.
Mary Noailles Murfree est une écrivaine américaine, née le 24 janvier 1850 près de Murfreesboro et morte le 31 juillet 1922 dans la même ville. 
Elle utilise Charles Egbert Craddock comme nom de plume.

## Biographie

### Enfance
Mary Noailles Murfree nait le 24 janvier 1850 près de Murfreesboro, dans le Tennessee, aux États-Unis. Entre 1867 et 1869, elle étudie à l'Institut Chegaray, une école française de Philadelphie.

### Récits littéraires
Mary Noailles Murfree appartient au mouvement et style local color (en), un type de littérature américaine qui fait son apparition à la fin des années 1860, juste après la guerre civile. La plupart de ses récits présentent la vie rustique des montagnards du Tennessee,.  Sa carrière d'écrivaine débute en 1874, lorsque l'une de ses histoires est publiée dans le Lippincott's Magazine,. À partir de 1878, elle utilise le nom de plume Charles Egbert Craddock,,. Elle écrit également dans The Atlantic Monthly.
L'œuvre littéraire de Mary Noailles Murfree est critiquée pour ses stéréotypes négatifs des montagnards du Tennessee et pour ses descriptions exagérées et romancées des paysages. Le ton et le vocabulaire employé par ses personnages montagnards du Tennessee est éloigné de la réalité.

### Vie privée et famille
Mary Noailles Murfree est la petite fille d'Hardy Murfree (en), un lieutenant-colonel de Caroline du Nord qui prend part à la guerre d'indépendance américaine. La ville de Murfreesboro est nommée d'après lui.

### Mort
Elle meurt le 31 juillet 1922 à Murfreesboro, dans le Tennessee, à l'âge de 72 ans.

## Œuvres
(août 2024).
- In the Tennessee Mountains (1884)[9],
- In the Clouds (1886)[10],
- The Despot of Broomsedge Cove (1889)[11],
- In the “Stranger People’s” Country (1891)[12],
- His Vanished Star (1894)[13],
- The Juggler (1897)[14],
- The Young Mountaineers (1897)[15],
- The Amulet (1906)[16].